# Hotel.de
Немачко предузеће hotel.de (хотел.де) са седиштем у Нирнбергу бави се резервацијом хотела путем својих интернет портала. Предузеће постоји од 2001. године и од 2006. до 2011. године било је уврштено у сегмент Генерал Стандард (General Standard), а од 2012. до 2013. у сегмент Ентри Стандард (Entry Standard) франкфуртске берзе. Од 2011. године већински удео предузећа хотел.де припада предузећу ХРС (HRS), чиме оба понуђача имају отприлике двотрећински удео на тржишту.

## Историја
Предузеће су у правном облику акционарског друштва 11. септембра 2001 године у Диселдорфу основали Хајнц Рауфер (Heinz Raufer) и још три члана друштва. Веб страницу односно домен hotel.de преузело је предузеће Атрада Традинг Нетворк АГ (Atrada Trading Network AG) које је Хајнц Рауфер претходно продао компанији Дојче Телеком (Deutsche Telekom). Предузеће Атрада је у сарадњи са предузећем интергерма (intergerma) већ 1999. године вршило сличне услуге за резервацију хотела и путовања у сарадњи са друштвом интергерма. Предузеће хотел.де је у почетку било усмерено на пословне клијенте.
Године 2006. предузеће хотел.де најавило је жељу за изласком на берзу. С котирањем на берзи, предузеће је требало да оствари приходе од 20 милиона евра, с којима се пре свега хтела финансирати међународна експанзија. До тог тренутка је предузеће остварило промет од 12,4 милиона евра и запошљавало 340 радника. Рок за упис нових акција започет је у октобру 2006. године, а трговање акцијама 20. октобра исте године. Акција је била котирана у доњем дело ценовне скале и пала је чак испод оснивачког течаја. Посматрачи су излазак на берзу оценили као разочарење, али су ипак препоручивали куповину акција.
Године 2006, Немачка награда за осниваче предузећа (нем. Deutscher Gründerpreis) иницијативе „Иницијативе СтартАп“ (Initiative StartUp) је предузеће хотел.де одликовало наградом у категорији Предузеће у порасту. Следеће године је предузеће хотел.де за свој „изузетан раст“ добило награду „Бајернс Бест 50“ (Bayerns Best 50) Баварског министарства за економију. Осим тога, предузеће хотел.де је од 2009. године у категорији Слободно време и путовања у више наврата проглашено за „веб страницу године“. Године 2011, економски часопис „Дер Хандел“ (Der Handel) је предузећу за његову Ајфон апликацију доделио награду „е-Стар Онлајн Екселенс Аворд (e-Star Online Excellence Award), а 2012. године је за Андроидов пандан додељена награда „МобајлТек Аворд“ (MobileTech Award).
У октобру 2011. године, предузеће ХРС преузело је хотел.де. Оснивачи су 61,6% удела продали за укупно 43 милиона евра након што су више пута демантовали своју заинтересованост за продајом. У истом тренутку, предузеће је запошљавало 446 радника. Не узимајући у обзир преузимање, предузеће хотел.де се водило као самостално друштво с локацијама у Нирнбергу и Хаму. Ипак, оба предузећа склопила су међусобни уговор о преносу добити. Касније је предузеће ХРС повећало свој удео на око 83 одсто, после чега је немачка Савезна управа за картеле најавила проверу аквизиције, што ипак није дало никаквих резултата. До маја 2013. године, удео предузећа ХРС се повећао на више од 95 одсто, а преостали акционари су намирени у оквиру принудног откупа акција. Предузеће хотел.де скинуто је с берзе, а с Хајнцом Рауфером је у септембру 2013. године из предузећа отишао и последњи оснивач.
Поред седишта у Нирнбергу и једне канцеларије у Хаму која се затвара за време фузије с групацијом ХРС Гроуп (HRS Group), предузеће има пословнице у Лондону, Паризу, Барселони, Риму и Шангају. Године 2011, отворена је пословна јединица у Сингапуру, у којој су смештени маркетинг и продаја намењени међународним тржиштима. Од 2012. године предузеће хотел.де има представништво у Сао Паулу.

## Портали
Предузеће је своје услуге под доменом хотел.де понајпре нудило искључиво на немачком говорном подручју, а од 2006. године почело је ширење и на инострана тржишта. Године 2008, међународне понуде из Велике Британије, Француске, Шпаније и Италије сједињене су под доменом хотел.инфо (hotel.info). За резервације је предузеће добијало провизије које су се мењале у зависности од критеријума. Посетиоци су могли да дају оцене хотела на веб страници хотел.де.
Према сопственим подацима, веб странице предузећа хотел.де доступне су на 38 језика. Године 2012, у понуди је било 210.000 хотела широм света. Поред понуда на сопственим порталима, предузеће хотел.де такође нуди собе на порталима других понуђача. На пример, 2006. године успостављена је сарадња с ваздухопловном компанијом Ер Берлин (Air Berlin). Године 2007, и компанија Дојче Бан (Deutsche Bahn) је понуде предузећа хотел.де укључила на својој интернет страници, које је међутим, 2011. године преузело предузеће ХРС.

## Критика
Након што је ХРС преузео предузеће хотел.де, Удружење хотела је аргументовало да би аквизиција требало требало да представља веће уједначавање услова и мање изборних могућности. У вези с тим, предузећу је посебно указано да крши правила и опоменуто је због стално растућих провизија које су се постепено повећавале на 15 одсто. Године 2013, предузеће хотел.де је поново било у жижи критике јер је гарантовало најбоље услове у понудама хотела. Немачка Савезна управа за картеле критиковала је поступак као ограничење конкуренције, због чега је више пута уручивала опомене матичном друштву ХРС. Дотична предузећа су на темељу одговарајућих одредаба закључила да би потрошачи били у предности јер би се трошкови претраге смањили услед гарантовања најбоље цене.